# Гватемальці
Гватемальці — все населення Гватемали. Станом на 2008 у Гватемалі проживало понад 13 мільйонів осіб.

## Опис
Державна мова країни — іспанська, однак рідною вона є лише для метисів, що складають 60% від числа усіх гватемальців. Іншу частину гватемальців складають індіанські народи — близько 40% від загального числа населення. Найбільші з них: кіче, кекчі, какчикель, мам. Нині 2/3 усіх індіанців знають також іспанську.
Іспаномовні гватемальці складають більшість у всіх містах країни та у найрозвинутіших в економічному сенсі південно-східних районах та на тихоокеанському узбережжі. За департаментами число індіанців варіюється від 14% в Аматітлані до 96% у Тотонікапані. На південному сході країни проживають гарифи або чорні кариби, змішане індіансько-негритянське населення, перевезене до Гватемали у XVIII столітті з Малих Антильських островів.
Мови корінного, індіанського населення Гватемали, належать здебільшого до родини мая-кіче — дотепер збереглось 23 мови цієї родини.
Основні релігії — католицизм і протестантизм. Серед індіанського населення подекуди зустрічаються стародавні вірування й обряди. Основне заняття гватемальців — сфера послуг та сільське господарство. У районах з індіанським населенням зберігається високохудожнє традиційне кустарне виробництво.
Значні групи гватемальців проживають за межами своєї країни, передусім у США, Мексиці та Іспанії